# STS-107

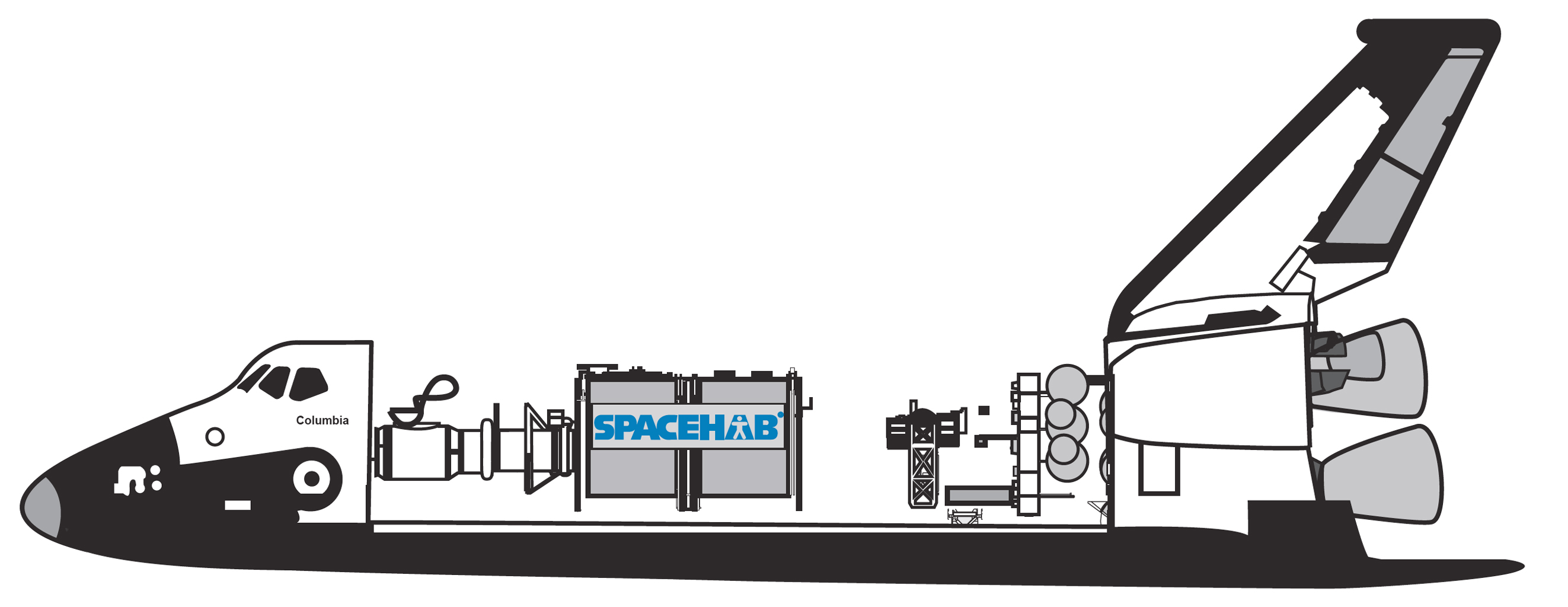
Spacehab moduler och utrustning i rymdfärjans lastrum

STS-107 var den 113:e flygningen i det amerikanska rymdfärjeprogrammet och tjugoåttonde och sista i ordningen för rymdfärjan Columbia. Rymdfärjan brann upp med besättning under återinträdet i jordens atmosfär 1 februari 2003.

## Uppdraget
Rymdfärjan Columbia hade i lastutrymmet med sig Spacehab RDM dubbla laboratoriemoduler.

### Nyttolaster och Experiment
- Experiment i Spacehab inkluderade nio kommersiella nyttolaster innehållande 21 olika experiment.
- Fyra nyttolaster från ESA innehållande 14 olika experiment.
- En nyttolast samt experiment för ISS risknedsättning.
- 18 nyttolaster innehållande 23 experiment för NASAs Office of Biological and Physical Research (OBPR).

## Haveriet
Vid denna liksom tidigare uppskjutningar lossnade mindre bitar av isoleringsskum från den externa bränsletanken, men utan att väcka någon större uppmärksamhet. Denna gång kom obemärkt en ovanligt stor bit falla av och träffa rymdfärjan vid en särskilt utsatt position. Under återinträdet i atmosfären den 1 februari 2003 kunde markkontrollen se onormalt höga temperaturer i vingens struktur. Minuter senare bröts rymdfärjan sönder och farkosten totalförstördes och samtliga sju i besättningen omkom.
Detta var den andra olyckan med rymdfärjan där både besättning och farkost gick förlorade. Den första olyckan skedde i januari 1986 när Challenger havererade under uppdraget STS-51-L, men då redan 73 sekunder efter start och av andra orsaker.

## Utredning
Efter olyckan tillsattes en utredning CAIB - Columbia Accident Investigation Board - som i augusti 2003 avrapporterade sina slutsatser i en omfattande rapport.
Rapporten bekräftade den allmänt accepterade olycksorsaken att fragment av isoleringsskum lossnade vid uppskjutningen, vilket också kunde verifieras genom att studera videodokumentation. Att fragment lossnade var känt och accepterat, men denna gång kom obemärkt en ovanligt stor bit falla av och träffa och skada delar av rymdfärjans värmesköld vid en särskilt utsatt position. Detta fick förödande konsekvenser vid återinträdet i jordatmosfären då hettan från inbromsningen via skadan i skölden trängde in i delar av konstruktionen som inte tålde dessa temperaturer.
Man klarlade också att problemet med lossnande skumfragment var känt och uppträdde i varierande omfattning vid samtliga uppskjutningar, men att man med hjälp av övertygande powerpoint-presentationer hade förmedlat uppfattningen att risken för skador i farligt hög omfattning var "liten". Utredningen myntade begreppet "Engineering by Viewgraphs", alltså ingenjörsanalyser och bevisföring med hjälp av presentationsteknik istället för beräkningar, tester och logiska resonemang.

## Besättning
Besättningen ombord på Columbia bestod till större delen av förstagångsrymdflygare och hade en internationell besättning. Ilan Ramon blev Israels första astronaut i rymden.
1. Rick Husband (2), befälhavare.
2. William McCool (1), pilot
3. Kalpana Chawla (2), uppdragsspecialist
4. Michael P. Anderson (2), uppdragsspecialist
5. Laurel Clark (1), uppdragsspecialist
6. David Brown (1), uppdragsspecialist
7. Ilan Ramon (1), nyttolastspecialist

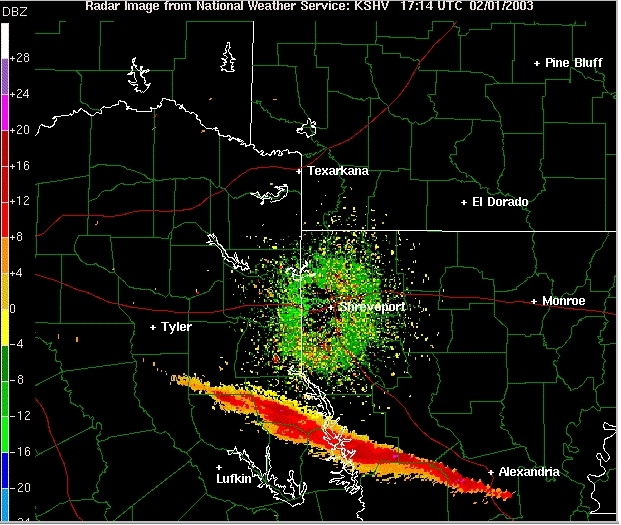
En väderradar i Shreveport, Louisiana detekterar Columbias sönderfall under återinträdet i atmosfären
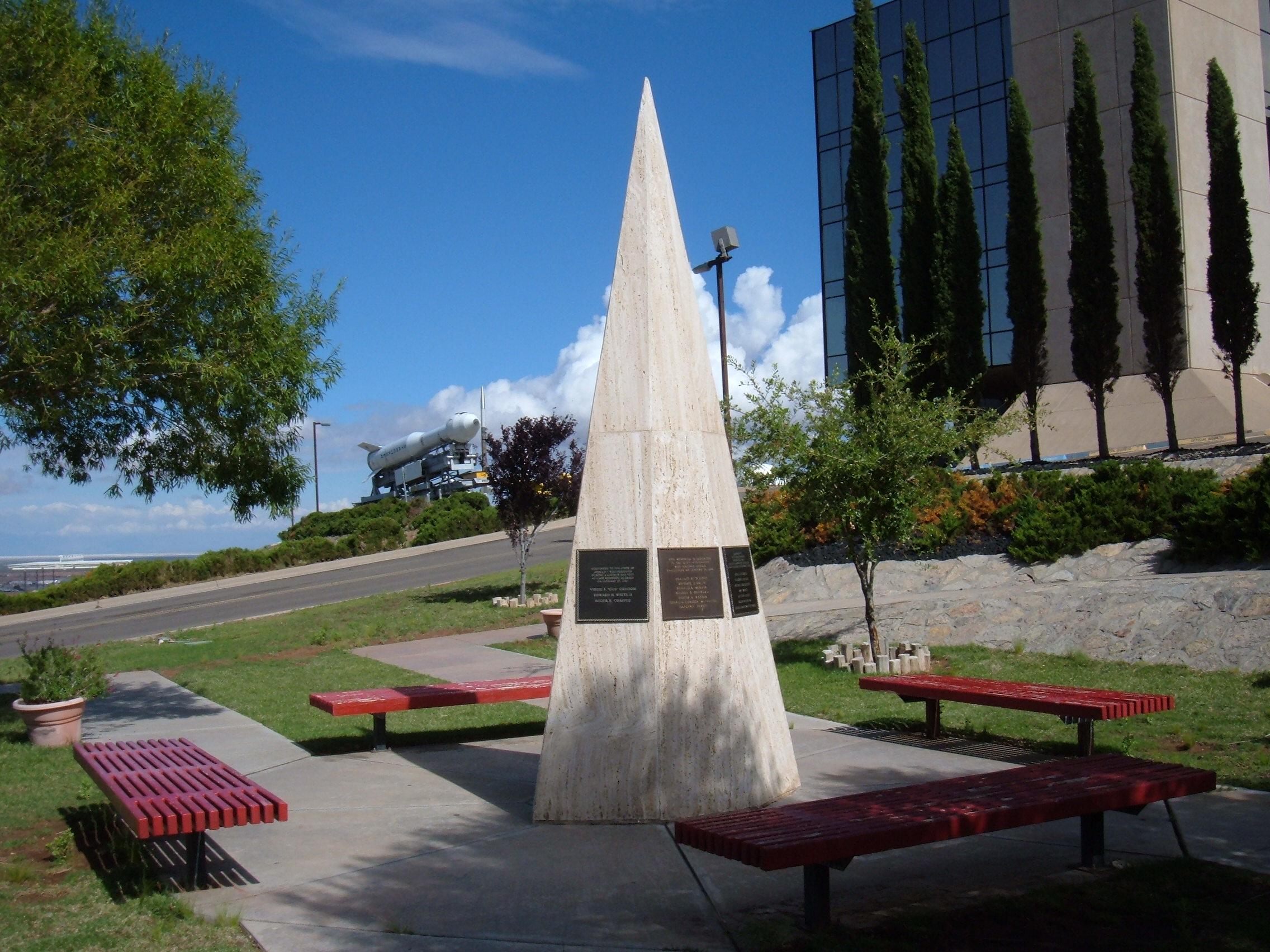
Minnesmärke för de tre besättningarna i Apollo 1, STS-51-L (Challenger) och STS-107 (Columbia)
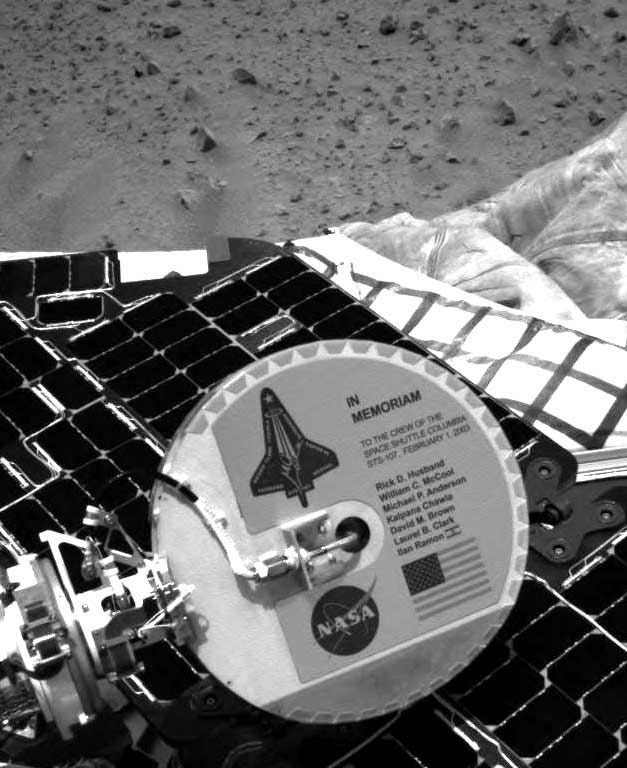
Minnesplakett på Marsrovern Spirit